# Soy No Soy
|  | Denne artikel er oprettet af botten Steenthbot ud fra en ekstern database. Den kan derfor have sproglige fejl eller mangler. Denne skabelon kan fjernes efter kontrol af indholdet. |

Soy No Soy er en dansk kortfilm fra 2020 instrueret af Frederik Paludan.

## Handling
På første skoledag i sin nye 2.g får den stille Mathias tildelt de værst tænkelige lektier – til næste spansktime skal han skrive en tekst om sig selv. Mathias kæmper med at finde ordene. En mindre identitetskrise – en español – var ikke lige den start på ugen han havde håbet på. Opgaven bliver dog hurtigt nedprioriteret, da han opdager, at den døve pige fra skolen udspionerer ham. Mathias forsøger at afklare hendes motiver og finder hurtigt ud af, at spionagen stikker dybere end almindelig nysgerrighed.

## Medvirkende
- Jacob August Ottensten, Mathias
- Karla Løkke, Freja
- Laura Skjoldborg, Alma
- Karla Rosendahl Rasmussen, Pige med trenchcoat
- Marie Reuther, Nana
- Anne Hauger, Spanklærer
- Sofia Zoe Anissi, Tanja
- Albert Harson, Asger
- Allan Christoffersen, Lærer